# Wirtschaftliche Integration
Unter wirtschaftlicher Integration oder Marktintegration werden Prozesse verstanden, die mehrere Märkte (z. B. den deutschen und den französischen Stahlmarkt) zu einem größeren Markt (z. B. einem europäischen Stahlmarkt) zusammenführen (Integration als Prozess). Der Begriff wird aber auch verwendet, um das Ausmaß zu charakterisieren, in dem diese Einheit hergestellt ist (Integration als Zustand), ferner als Ziel (Integration als Ziel). Integration, je nach Sichtweise, als Prozess, Zustand und Ziel zu verstehen, verdeutlicht die große Ambivalenz dieses Begriffes.
Wirtschaftsintegration stellt einen wirtschaftlichen Zusammenschluss mehrerer Länder zur Förderung des zwischenstaatlichen Wirtschaftsverkehrs dar. Sie ist eine internationale Ordnungspolitik; deutlichstes Kennzeichen dieses Zusammenschlusses stellt die Schaffung einer (internationalen) Organisation mit eigenen Organen dar. Ausgangspunkt ist stets ein völkerrechtlicher Vertrag zwischen den beteiligten Mitgliedsstaaten. Im Idealfall übertragen die Akteure (Mitgliedstaaten) in dem Vertrag die für den betreffenden Integrationsschritt benötigten Kompetenzen (Themen, Aufgabenbereiche = sog. Politiken) auf die neuen Organe.
Wirtschaftsintegration kann global oder regional (bezogen auf eine benachbarte Staatengruppe) ausgerichtet sein. Die EU gilt weltweit als das erfolgreichste Modell regionaler Wirtschaftsintegration. Ab Gründung der Montanunion (EGKS) am 18. April 1951 hat die heutige EU seitdem verschiedene wirtschaftliche Integrationsstufen, beginnend als Freihandelszone, sodann ab 1. Juli 1968 Zollunion, nachfolgend Gemeinsamer Markt, später Binnenmarkt, danach in Teilen Wirtschaftsunion bis hin zur Währungsunion durchlaufen.

## Ziele
1. Wirtschaftliche Ziele:
Förderung des Wirtschaftswachstums basierend auf internationaler Arbeitsteilung. Im Vordergrund steht die Theorie der komparativen Kostenvorteile nach David Ricardo, wobei sich die Staaten auf die Produktion der Produkte konzentrieren, bei deren Produktionsprozess sie den (vergleichsweise, aber nicht notwendig absolut) größten Kostenvorteil haben. Im Gegenzug tauschen sie diese Produkte gegen Güter, bei denen sie vergleichsweise die größten Nachteile haben.
2. Nicht-wirtschaftliche Ziele:
Im Mittelpunkt steht die Sicherung des (internationalen) Friedens, die allerdings zunehmend von Bemühungen der Schaffung unauflöslicher (vor)bundesstaatlicher Verbindungen (politische Union) überlagert wird.

## Stufen der Integration
Wirtschaftliche Integrationsprozesse werden typischerweise in mehrere Abstufungen eingeteilt, die aber bei Integrationsprozessen nicht zwangsläufig der Reihe nach durchlaufen werden:
1. Präferenzzone: Differenzierung der Handelsbedingungen gegenüber einzelnen Handelspartnern
2. In einer Freihandelszone auf Basis eines Freihandelsabkommen werden im Innenverhältnis die Zölle und tarifäre Handelshemmnisse der beteiligten Länder abgeschafft, jedoch nur für innerhalb der Freihandelszone erstellte Güter. Im Handel mit Drittländern legen die Länder weiterhin selbstständig die Zölle fest. Um Missbrauch zu verhindern, werden die Waren mit Ursprungszeugnissen ausgestattet, so dass Länder mit hohem Zollsatz nachvollziehen können, woher die Ware stammt. Dies ermöglicht eine Nachverzollung, bedeutet aber, dass Grenzkontrollen weiter nötig sind. Beispiele: Europäische Freihandelsassoziation, Nordamerikanisches Freihandelsabkommen
3. In einer Zollunion wird zusätzlich eine gemeinsame Zollpolitik gegenüber Drittländern umgesetzt. Ursprungszeugnisse entfallen. Beispiele: Europäische Wirtschaftsgemeinschaft, Mercosur
4. In einem Gemeinsamen Markt werden zusätzlich zur Zollunion nichttarifäre Handelshemmnisse (z. B. Normen, Gesetze) abgebaut, so dass auf der Outputseite ein gemeinsamer Gütermarkt entsteht. Auf der Inputseite des gemeinsamen Marktes werden die Hemmnisse bei Dienstleistungen, Arbeitskräften und Kapital beseitigt. Beispiel: Europäischer Binnenmarkt
5. In einer Wirtschaftsunion wird darüber hinaus zum einen die sektorale Wirtschaftspolitik (zum Beispiel in der Landwirtschaft) koordiniert oder gar vereinheitlicht. Beispiel: Gemeinsame Agrarpolitik der EU.
6. In einer Währungsunion werden dauerhaft die Wechselkurse fixiert, bei gleichzeitiger vollständiger Konvertibilität oder Einführung einer gemeinsamen Währung. Beispiel: Europäische Währungsunion

### Beispiel: Arbeitsweise der EU
Diese einzelnen Schritte wurden in der EU durch die gemeinsame Festlegung auf Politiken gegangen. Der Vertrag über die Arbeitsweise der Europäischen Union (AEUV) gibt im Dritten Teil: Die internen Politiken und Maßnahmen der Union mit den Art. 26–197 AEUV ein umfangreiches Abbild dieser Politiken ab, genannt seien hier nur:
- Titel I. Der Binnenmarkt, Art. 26–27
- Titel II. Der freie Warenverkehr, Art. 28–37
  - Kapitel 1. Die Zollunion, Art. 28–32
  - Kapitel 2. Zusammenarbeit im Zollwesen, Art. 33
  - Kapitel 3. Verbot von mengenmäßigen Beschränkungen zwischen den Mitgliedstaaten, Art. 34–37
- Titel III. Die Landwirtschaft und die Fischerei, Art. 38–44
- Titel IV. Die Freizügigkeit, der freie Dienstleistungs- und Kapitalverkehr, Art. 45–66
  - Kapitel 1. Die Arbeitskräfte, Art. 45–48
  - Kapitel 2. Das Niederlassungsrecht, Art. 49–55
  - Kapitel 3. Dienstleistungen, Art. 56–62
  - Kapitel 4. Der Kapital- und Zahlungsverkehr, Art. 63–66
- Titel V. Der Raum der Freiheit, der Sicherheit und des Rechts, Art. 67–89
- Titel VI. Der Verkehr, Art. 90–100
- Titel VII. Gemeinsame Regeln betreffend Wettbewerb, Steuerfragen und Angleichung der Rechtsvorschriften, Art. 101–118
  - Kapitel 1. Wettbewerbsregeln, Art. 101–109
    - Abschnitt 1. Vorschriften für Unternehmen, Art. 101–106
    - Abschnitt 2. Staatliche Beihilfen, Art. 107–109

  - Kapitel 2. Steuerliche Vorschriften, Art. 110–113
  - Kapitel 3. Angleichung der Rechtsvorschriften, Art. 114–118
- Titel VIII. Die Wirtschafts- und Währungspolitik, Art. 119–144
  - Kapitel 1. Die Wirtschaftspolitik, Art. 120–126
  - Kapitel 2. Die Währungspolitik, Art. 127–133
  - Kapitel 3. Institutionelle Bestimmungen, Art. 134–135
  - Kapitel 4. Besondere Bestimmungen für die Mitgliedstaaten, deren Währung der Euro ist, Art. 136–138
  - Kapitel 5. Übergangsbestimmungen, Art. 139–144
- Titel IX. Beschäftigung, Art. 145–150
- Titel X. Sozialpolitik, Art. 151–161
- Titel XI. Der Europäische Sozialfond, Art. 162–164
- Titel XII. Allgemeine und berufliche Bildung, Jugend und Sport, Art. 165–166
- Titel XIII. Kultur, Art. 167
- Titel XIV. Gesundheitswesen, Art. 168
- Titel XV. Verbraucherschutz, Art. 169
- Titel XVI. Transeuropäische Netze, Art. 170–172
- Titel XVII. Industrie, Art. 173
- Titel XVIII. Wirtschaftlicher, sozialer und territorialer Zusammenhalt, Art. 174–178
- Titel XIX. Forschung, technologische Entwicklung und Raumfahrt, Art. 179–190
- Titel XX. Umwelt, Art. 191–193
- Titel XXI. Energie, Art. 194
- Titel XXII. Tourismus, Art. 195
- Titel XXIII. Katastrophenschutz, Art. 196
- Titel XXIV. Verwaltungszusammenarbeit, Art. 197

Diese Aufstellung verdeutlicht die nahezu 60 Jahre lang anhaltende thematische Ausfüllung der Schrittfolge der Stufen der Integration. Was bei der Montanunion (EGKS) als Gemeinsamer Markt für Kohle und Stahl begann, setzte sich mit der Europäischen Wirtschaftsgemeinschaft (EWG) ab 1958 als Gemeinsamer Markt für alle Industriewaren und landwirtschaftlichen Produkte fort. Zunächst stand die realwirtschaftliche Integration mit dem Ziel einer möglichst hohen Konvergenz der einzelnen Volkswirtschaften der Mitgliedstaaten im Vordergrund, ab Mitte der 1980er Jahre kamen die Bemühungen zu einer monetären Integration mit dem Ziel einer Europäischen Wirtschafts- und Währungsunion (EWWU) hinzu.

## Andere Arten der Integration
Grundsätzlich kann man zwischen der funktionellen und institutionellen Methode der Wirtschaftsintegration unterscheiden.
- In einer Präferenzzone werden die Zölle für bestimmte Güter abgebaut. Dies kann auch einseitig geschehen. Ein Beispiel bilden die Präferenzzölle der EU für die Afrikanisch-Karibisch-Pazifische Staatengruppe (ehem. Kolonialstaaten von EU-Staaten)

- In einer gemeinsamen Marktordnung werden sektorspezifisch einheitliche ökonomische Rahmenbedingungen geschaffen (z. B. EU-Agrarmarkt)

- In einer Politischen Union besteht zudem eine gemeinsame Verfassung, die eine Vergemeinschaftlichung der wichtigsten politischen Felder, insbesondere Außen-, Verteidigungs-, Währungs- und Außenhandelspolitik beinhaltet.